# Khalaf Al-Salamah
Khalaf Salamah Al Mutairi (25 de julho de 1979) é um ex-futebolista profissional kuwaitiano que atuava como atacante.

## Carreira
Khalaf Al-Salamah representou a Seleção Kuwaitiana de Futebol, nas Olimpíadas de 2000.